# Marie Koopmans
Anna Maria Reinolda Antonia Koopmans (Marie) (Tubbergen, 26 april 1888 – Groningen, 21 december 1979) was een Twentse schrijver en directeur van de katholieke Bibliotheek Laren. Zij voegde woorden toe aan de Twentse taal en wordt gezien als een groot schrijfster van katholieke literatuur. 

## Levensloop
Koopmans werd geboren in Tubbergen in een ondernemersfamilie. Vader Antonius Franciscus had een graan- en meelhandel en een winkel in kruidenierswaren. Hij richtte tevens de roomboterfabriek La Neerlandia op. Uit zijn tweede huwelijk met Hendrika Johanna Muurlink werd Marie Koopmans geboren in het pand aan de Grotestraat 63. Na de lagere school ging Koopmans naar het Rooms Katholieke meisjespensionaat Mariënburg in Bussum. Toen haar moeder in 1903 overleed keerde zij terug om voor haar vader te zorgen. Op dat moment woonden ze aan de Grotestraat 58, een pand dat later gebruikt zou worden als burgemeesterswoning. Door haar sterk verslechterde gezondheid overleed Koopmans in een psychogeriatrisch verpleeghuis, 't Blauwborgje in Groningen. Tegen haar nadrukkelijke wens, die zij op meerdere plekken had vastgelegd, werd Koopmans na haar dood niet begraven maar gecremeerd. 

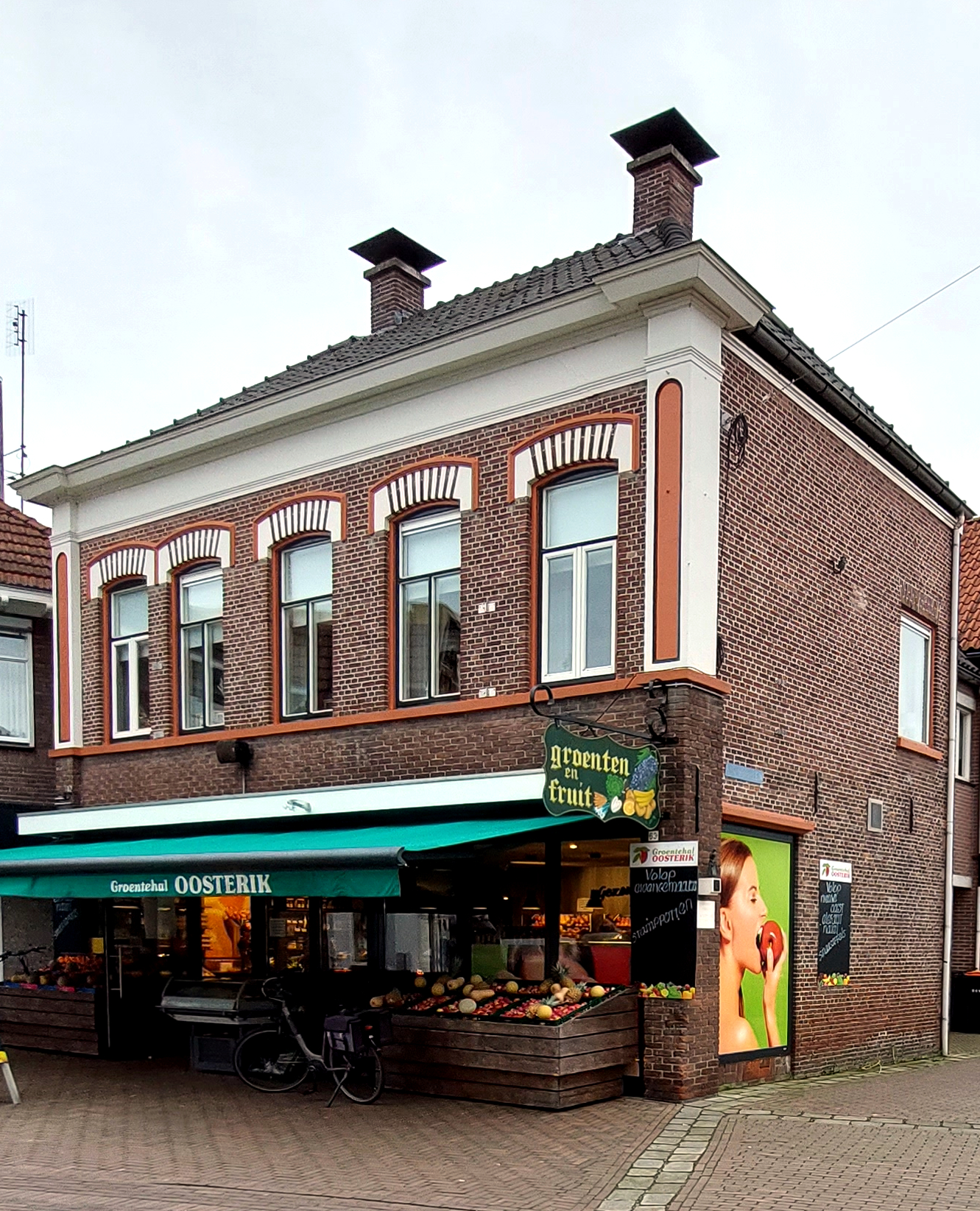
Geboortehuis Marie Koopmans

### Klöppert
Koopmans stond ook bekend als Klöpperts Marie. Dit is een huisnaam, een gebruik dat meer terug te vinden is in onder andere Twente. De aanduiding klöpperts duidde op het feit dat de voorouders van Koopmans klöpkes waren. Vanaf 1648 was de uitoefening van de katholieke eredienst in Twente verboden.  Het werk van de klöpkes was onder andere het attenderen van mensen op toentertijd geheime katholieke erediensten. Dit deden zij onder andere door een klopsignaal te geven.

### Verhuizingen
Na het overlijden van haar vader vertrok Koopmans op 30 september 1920 naar Delft waar ze de opleiding tot bibliothecaresse volgde. Een jaar later werd ze directeur van de katholieke bibliotheek in Laren. Koopmans verhuisde veel en woonde onder andere in Veendam, Apeldoorn, Den Haag, België, en Zandvoort. Door haar kledingkeuze en haar doen en laten, ze bleef bijvoorbeeld ongehuwd, werd ze ervaren als een excentrieke dame. Koopmans verwerkte haar woonomgeving in haar boeken. Zo schreef ze in Laren Om heuvelen vol kunst dat ze zelf een folklore noemde. Het verhaalde over de artiestenkolonie in het Gooi.

## Tijdgenoten
Cato Elderink (1871) en Johanna van Buren (1881) worden gezien als de invloedrijke Twentse schrijvers uit de tijd van Koopmans. Gezien de aard en kwaliteit van Koopmans werk kan zij aan dit rijtje ‘literaire dochters’ van Twente worden toegevoegd. Prof. Anne van der Meiden stelde dat Koopmans literair gezien in de buurt zit van Marie Koenen en Antoon Coolen.

## Twentse woorden
Volgens G. Dijkhuis, auteur van het standaardwerk 'Twents in woord en gebruik' behoort Koopmans tot de personen die de Twentse taal hebben beïnvloed. Zij staat hiermee in het rijtje Elderink, Vloedbeld en van Buren. Woorden die Koopmans heeft toegevoegd aan het Twents zijn onder andere:
| Twentse woord | Nederlandse vertaling     |
| ------------- | ------------------------- |
| Baok          | Grenspaal                 |
| Langen        | Aanreiken                 |
| Pöllekes      | Graspolletjes in het veen |
| Wee te Hôope  | Wij samen                 |

## Kritiek
Koopmans was een fanatiek katholiek en al haar werk is sterk moralistisch. Het was de mode indertijd om verhalen te schrijven waarin het uiteindelijk goed komt en in haar geval was het altijd zo dat de keurige katholiek door zijn goede gedrag een positief einde kreeg. Er was ook kritiek op het taalgebruik van Koopmans. Haar Twents zou beter zijn dan haar Nederlands. Haar boeken zijn geschreven in het Nederlands en doorspekt van Twentse woorden en uitdrukkingen.

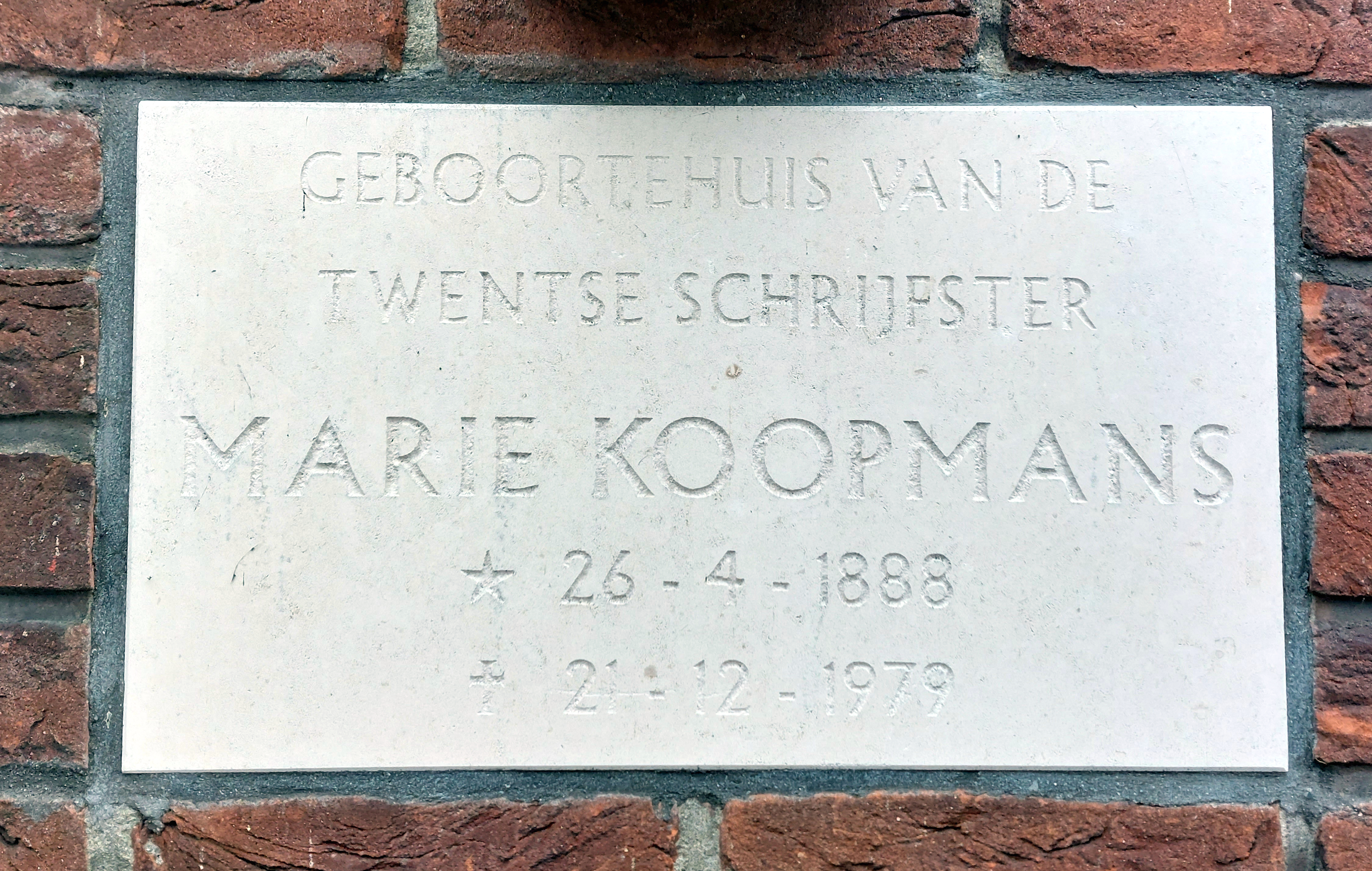
Steen ingemetseld in het geboortehuis van Marie Koopmans

## Nalatenschap
Sinds 2009 wordt er eens in de drie jaar een cultuurprijs uitgereikt die haar naam draagt. In de muur van haar geboortehuis, de Grotestraat 63 in Tubbergen, is een gedenksteen gemetseld die in 1999 werd onthuld op haar geboortedag 26 april.
Bij leven schonk Koopmans veel aan het beurzenfonds van een priesteropleiding. Ook onderhield ze briefcontact met het Nationaal bureau pauselijke missiewerken. Zij waren dan ook de erfgenamen en ontvingen na haar overlijden haar antiek, porselein en meubelen. 

### Publicaties
Koopmans publiceerde in verscheidene kranten en tijdschriften waaronder de Katholieke Illustratie, De Tijd en het Overijsselsch Dagblad. Ze gaf een aantal romans uit met titels als De bôvenmeester, De katoenkoning en Klatergoud. Daarnaast schreef zij kinderboeken waaronder Deugniet, durfniet en dappere daden, voor onze oudere knapen en meisjes en Het eigenwijze aapje.

## Trivia
- Koopmans schilderde ook.[7]
- Op 5 december 1928 bood Koopmans haar boek Mijnheer van Netten aan aan de koningin als dank voor het gebruik maken van het Koninklijk Huisarchief.[1]

- Digitale Bibliotheek voor de Nederlandse Letteren: koop012
- Gemeinsame Normdatei: 120562995
- International Standard Name Identifier: 0000 0000 1255 8934
- Nederlandse Thesaurus van Auteursnamen: 07342191X
- Virtual International Authority File: 64841077
- WorldCat: E39PCjK3rRTYb4cYp8WdwCDqry